# Predrag Vranicki
Predrag Vranicki (21 de enero de 1922 – 31 de enero de 2002) fue un filósofo marxista croata. Fue miembro de la Escuela de la praxis en la década de 1960 en Yugoslavia.

## Biografía
Predrag Vranicki nació en 1922, en Benkovac, Croacia. Durante Segunda Guerra Mundial luchó con el Ejército de Liberación Nacional contra la ocupación nazi de Yugoslavia. Más tarde, obtuvo el grado en Filosofía por la Universidad de Zagreb en 1947, y el doctorado por la Universidad de Belgrado en 1951. De 1964 a 1966 fue decano de la Facultad de Filosofía de Zagreb, y rector de la Universidad de Zagreb, entre 1972 y 1976. 
Vranicki se convirtió en presidente de la Sociedad Yugoslava de Filosofía en 1966, y en 1979 fue elegido miembro de pleno derecho de la Academia Croata de Ciencias y Artes.
Fue miembro del consejo de redacción de la revista Praxis desde 1965, revista considerada como una pieza clave de la disidencia al régimen comunista.

## Principales obras
Él estaba interesado en los problemas de humanismo, historia y libertad, y sus principales obras son:
- Dialectical and Historical Materialism (1958)
- History of Marxism (1961, 3 volumes)
- Karl Marx: The Development of His Thought
- Marxism and Socialism (1979)
- Philosophical Studies (1979)
- The Socialist Alternative (1982)
- Philosophy of History (1988)